# Классификатор
Классифика́тор (от лат. classis — разряд и facere — делать) — систематизированный перечень наименованных объектов, каждому из которых в соответствие дан уникальный код. Классификация объектов производится согласно правилам распределения заданного множества объектов на подмножества (классификационные группировки) в соответствии с установленными признаками их различия или сходства. Применяется в автоматизированных системах управления и обработке информации. Классификатор является стандартным кодовым языком автоматизированных систем.

## Виды классификаторов
Классификаторы разрабатываются как на уровне отдельных предприятий (организаций), так и на уровне государств. Существуют следующие уровни классификаторов:
- международные — стандартные классификаторы, используемые по всему миру;
- межгосударственные — классификаторы, используемые в рамках экономических союзов и других межгосударственных объединений: например, классификаторы используемые в ЕС, СНГ и т. д.
- межотраслевые — классификаторы, используемые в пределах государства. Не должны противоречить международным классификаторам;
- отраслевые — классификаторы, используемые в рамках одной отрасли;
- региональные — классификаторы действующие на территории региона. Например: общемосковские классификаторы, общегородские классификаторы Санкт-Петербурга и т. п.
- системные — классификаторы, принятые отдельным предприятием (организацией) для применения в рамках своей автоматизированной системы. Они содержат информацию, необходимую для решения задач в конкретной АС и отсутствующую в национальном или отраслевом классификаторе.

## Методы классификации
В классификаторах применяется три метода классификации: иерархический, фасетный и дескрипторный. Выбор между этими тремя методами зависит от особенностей конкретной предметной области. Существуют следующие требования для выбранной системы классификации:
- достаточная ёмкость и необходимая полнота, которые гарантируют охват всех объектов классификации в заданных границах;
- оправданная глубина;
- обеспечение возможности решения комплекса задач различного уровня;
- возможность расширения множества классифицируемых объектов и внесения необходимых изменений в структуры классификации;
- обеспечение возможности сопряжения с другими классификациями однородных объектов;
- обеспечение простоты ведения классификатора.

### Иерархический метод классификации
Под Иерархическим методом классификации понимается метод, при котором заданное множество последовательно делится на подчиненные подмножества, постепенно конкретизируя объект классификации. При этом основанием деления служит некоторый выбранный признак. Совокупность получившихся группировок при этом образует иерархическую древовидную структуру в виде ветвящегося графа, узлами которого являются группировки.
Выбор последовательности признаков зависит, прежде всего, от характера информации. При построении классификации выбор последовательности признаков зависит от вероятности обращения к тому или иному признаку. При этом наиболее вероятным обращениям должны соответствовать высшие уровни классификации.
Требования к классификатору, построенному на иерархическом методе классификации:
- Классификационные группировки, расположенные на одной ступени классификатора, не должны пересекаться, то есть не должны включать в себя аналогичных понятий.
- На каждой ступени классификатора для разделения вышестоящей группировки должен использоваться только один признак.
- Сумма подмножества всегда должна давать делимое множество объектов.
- Не должно оставаться объектов, не вошедших в состав классификационной группировки.

Основными преимуществами иерархического метода является большая информационная ёмкость, традиционность и привычность применения, возможность создания для объектов классификации мнемонических кодов, несущих смысловую нагрузку.
Значительным недостатком иерархической классификации является слабая гибкость структуры, обусловленная фиксированным основанием деления и заранее установленным порядком следования, не допускающим включение новых объектов и классификационных группировок. Таким образом, при изменении состава объектов классификации и характеристик с помощью классификационных задач, требуется коренная переработка всей классификационной схемы.

### Фасетный метод классификации
Фасетный метод классификации подразумевает параллельное разделение множества объектов на независимые классификационные группировки. При этом не предполагается жёсткой классификационной структуры и заранее построенных конечных группировок. Классификационные группировки образуются путём комбинации значений, взятых из соответствующих фасетов. Последовательность расположения фасетов при образовании классификационной группировки задается фасетной формулой. Количество фасетных формул определяется возможными сочетаниями признаков.
К классификатору, построенному на фасетном методе классификации, предъявляются следующие требования:
1. Должен соблюдаться принцип непересекаемости фасета, то есть состав признаков одного фасета не должен повторяться в других фасетах этого же класса;
2. В состав классификатора должны быть включены только такие фасеты и признаки, которые необходимы для решения конкретных задач.

Основным преимуществом классификации с использованием фасетного метода является гибкость структуры её построения. Изменения в любом из фасетов не оказывают существенного влияния на все остальные. Большая гибкость обуславливает хорошую приспособляемость классификации к меняющемуся характеру решаемых задач, для которых она создается. При фасетной классификации появляется возможность агрегации объектов и осуществления информационного поиска по любому сочетанию фасетов.
Недостатками фасетного метода классификации являются неполное использование ёмкости, нетрадиционность и иногда сложность применения.

### Дескрипторный метод классификации
Для организации поиска информации, для ведения тезаурусов (словарей) эффективно используется дескрипторная (описательная) система классификации, язык которой приближается к естественному языку описания информационных объектов. Особенно широко она используется в библиотечной системе поиска.
Суть дескрипторного метода классификации заключается в следующем:
1. отбирается совокупность ключевых слов или словосочетаний, описывающих определенную предметную область или совокупность однородных объектов. Причем среди ключевых слов могут находиться синонимы;
2. выбранные ключевые слова и словосочетания подвергаются нормализации, т.е. из совокупности синонимов выбирается один или несколько наиболее употребимых;
3. создается словарь дескрипторов, т.е. словарь ключевых слов и словосочетаний, отобранных в результате процедуры нормализации.
4. между дескрипторами устанавливаются связи, которые позволяют расширить область поиска информации.

	связи могут быть трех видов:
1. синонимические, указывающие на некоторую совокупность ключевых слов как синонимов («студент – учащийся – обучаемый»);
2. родовидовые, отображающие включение некоторого класса объектов в более представительный класс («университет – факультет – кафедра»);
3. ассоциативные, соединяющие дескрипторы, обладающие общими свойствами («студент – экзамен – профессор – аудитория»).

## Методы кодирования в классификаторах
Под кодированием понимается присвоение кода классификационной группировке или объекту классификации. Кодирование предназначено для формализованного описания наименований различных аспектов данных. Обычно кодирование представляет собой процесс обозначения исходного множества объектов или сообщений набором символов заданного алфавита на основе совокупности определенных правил.
- Порядковый метод — каждый из объектов множества кодируется с помощью текущего номера по порядку. Обеспечивает простоту добавления новых объектов и краткость кода, однако такой код не несёт никакой информации об объекте. Используется в случаях, когда не требуется сложного деления на множества (применялся, например, в Общесоюзном классификаторе валют).
- Серийно-порядковый метод — кодами служат числа натурального ряда с закрепленной отдельной серией этих чисел за объектами классификации с одинаковыми признаками. Чаще всего используется для идентификации объектов в сочетании с классификационным методом (классификатор должностей и служащих).
- Последовательный метод — в кодовом обозначении знаки на каждой ступени деления зависят от результатов разбиения на предыдущих ступенях. В результате кодовое обозначение группировки дает информацию о последовательности признаков, характеризующих эту группировку. Наиболее подходит иерархическому методу классификации.
- Параллельный метод — признаки классификации кодируются независимо друг от друга определенными разрядами или группой разрядов кодового обозначения. Метод параллельного кодирования чаще всего используется при фасетной классификации, но применяется также и в иерархической классификации. При этом либо соподчиненные признаки, обладая полной однородностью, располагаются параллельно во всех звеньях иерархической цепи, либо несоподчиненные параллельные признаки искусственно устанавливаются в определенной последовательности.

## Классификаторы в России

### Развитие классификаторов в России
Плановая экономика в СССР требовала создания единой союзной автоматизированной системы управления производством и распределения, которая должна была полностью упразднить документооборот, автоматизировать учёт и контроль и сделать экономику СССР полностью «прозрачной». Несмотря на то, что даже на современном уровне развития сетевых и компьютерных технологий создание такой системы — сложная задача, под контролем Госплана СССР началась разработка стандарта ЕСКК, который должен был стать кодовым «языком» будущей АСУ. Центральным элементом системы классификаторов был бы ОКТЭСП — Общероссийский классификатор технико-экономических и социальных показателей. Его разработка была завершена к началу Перестройки. В силу политических и экономических проблем союзная АСУ так и не была реализована, а из-за некомпетентности должностных лиц произошло разложение ядра ЕСКК — ОКТЭСП. При переходе России на рыночную модель экономики потребность в союзной АСУ производства и распределения отпала, и в 2001 г. ОКТЭСП был отменён без последующей замены.

### Настоящее время
В России Общероссийский классификатор — классификатор, принятый Росстандартом и обязательный для применения при межотраслевом обмене информацией и в общероссийских унифицированных формах документов (УФД). Общероссийский классификатор не должен противоречить соответствующим международным классификаторам.
Общероссийские классификаторы должны соответствовать требованиям Единой системы классификации и кодирования технико-экономической и социальной информации РФ (ЕСКК) ТЭСИ. Национальные и отраслевые классификаторы являются нормативными документами, внесение изменений в которые должны согласовываться с Госкомстатом и Комитетом РФ по стандартизации, метрологии и сертификации.
Перечень общероссийских классификаторов содержится в Общероссийском классификаторе информации об общероссийских классификаторах (ОКОК).

## Классификаторы на Украине

### Классификатор профессий Украины ДК 003:2010
На Украине принят новый Классификатор профессий, который был утвержден 28 июля 2010 Госпотребстандартом Украины. Теперь уже старый классификатор профессий действовал с 2005 года. Большинство изменений, внесенных в него, касаются приведения классификатора в соответствие с требованиями Международной стандартной классификации занятий, в частности вводятся новые виды профессий как: менеджер (управляющий) в охране здоровья или менеджер (управляющий) в социальной сфере и другие.
Кроме того, исключено деление на уровни квалификации (высокий, средний, низкий) для ряда профессий сферы торговли и услуг, квалифицированных работников с инструментом, а также работников по обслуживанию, эксплуатации и контролю за работой технологического оборудования, сбора оборудования и машин.